# دییکند، سالیان
دییکند (به انگلیسی: Dayıkənd) یک روستا و دهکده در شهرستان سالیان در جمهوری آذربایجان است. جمعیت این روستا ۱۲۷۹ نفر است.